# SN 2006md
SN 2006md – supernowa typu Ia odkryta 15 października 2006 roku w galaktyce A011131+0024. Jej maksymalna jasność wynosiła 22,20m.